# Thierry de La Tour d'Artaise
Thierry Delaunoy de La Tour d'Artaise dit Thierry de La Tour d'Artaise, né le 27 octobre 1954 à Lyon, est un chef d'entreprise français.
Il est nommé, en 2000, président-directeur général du groupe SEB et à compter du 1er juillet 2022, président du conseil d'administration du groupe SEB.

## Biographie

### Famille
Thierry Arnaud Charles Delaunoy de La Tour d'Artaise naît le 27 octobre 1954 à Lyon du mariage de Georges Delaunoy de La Tour d'Artaise (1917-1985), et de Marie-Josèphe Chomel de Varagnes (1921-2021).
Le 31 mai 1980, il épouse Bénédicte Lescure, héritière de la famille propriétaire du groupe SEB,. De ce mariage sont nés cinq enfants : Albane, Clémence, Bertrand, Sophie, Laure.

### Formation
Après des études au lycée Ampère de Lyon en classe préparatoire économique et commerciale, il entre en 1973 à l'École supérieure de commerce de Paris (devenu ESCP Business School) dont il est diplômé en 1976. Il est, par ailleurs, titulaire du diplôme d'expertise comptable.
En parallèle de ses études à l'ESCP, il suit une formation à l'Institut national des langues et civilisations orientales. Il parle sept langues : le français, l'italien, l’espagnol, le portugais, l'anglais, le thaïlandais et le chinois.

### Carrière professionnelle

#### Avant SEB
En 1976, il est contrôleur financier chez Allendale Insurance. De 1979 à 1983, il est manager d'audit chez Coopers & Lybrand. Il est ensuite nommé responsable de l'audit interne chez Chargeurs. En 1984, il entre aux Croisières Paquet, directeur financier, puis nommé directeur général en 1986.

#### Au sein du groupe SEB
Il entre dans le groupe SEB au sein de la société Calor en 1994 où il est nommé directeur général puis président-directeur général en 1996. En 1999, il est nommé vice-président du Groupe SEB puis président-directeur général en 2000.
Depuis sa nomination, le groupe SEB est devenu le leader mondial du petit équipement domestique,, multipliant par plus de deux son chiffre d’affaires. Thierry de La Tour d'Artaise s'implique particulièrement pour développer la capacité d'innovation, le développement international et le Made in France, l'industrialisation. En 2001, il parvient à sauver une partie des activités de Moulinex, alors en liquidation, et l'intègre au groupe SEB.
Il relance le portefeuille de marques du groupe grâce à la mise en œuvre d’une stratégie multi-marques à partir de 2006 et mise sur des produits plus adaptés aux spécificités des marchés matures et des émergents.
En 2007, il permet au groupe de faire son entrée en Chine en devenant actionnaire majoritaire de Supor, une société cotée leader de son secteur,.

### Autres mandats
Thierry de La Tour d'Artaise est administrateur du Club Méditerranée depuis 2005, du groupe industriel Legrand depuis 2006, de Supor (Chine) depuis 2008.
Il est nommé par arrêté du Premier ministre, membre du comité de surveillance du secrétariat général pour l'Investissement pendant la période 2013-2015.
Il est également président de Télémaque association pour la région Auvergne-Rhône-Alpes, membre du Nouveau Cercle de l'Union et du Cercle de l'Union interalliée.

### Après Seb
En 2022, Thierry de la Tour d'Artaise, président-directeur général de SEB, laisse vacant le poste de directeur général à Stanislas de Gramont. Il reste cependant président du conseil d'administration de l'entreprise, en parallèle de son nouveau poste de président du Haut comité de gouvernement d'entreprise. Sa retraite Agirc-Arrco, d'un montant annuel de 950 000 €, complétée par sa retraite-chapeau de Seb à hauteur de 450 000 € annuels, fait grincer des dents les cabinets dits proxys d'actionnaires, dont familiaux (famille Lescure, fondatrice de Seb), qui remarquent également ses jetons de présence qui s'ajoutent à l'ensemble, évalués à 35 000 à 50 000 € par an.

## Distinctions

### Décorations
Le 31 décembre 2003, Thierry de La Tour d'Artaise est nommé au grade de chevalier de l'ordre national de la Légion d'honneur au titre de « président-directeur général de société ; 27 ans d'activités professionnelles et de services militaires. ». Il reçoit la décoration le 10 juin 2004 puis il est promu au grade d'officier le 29 mars 2013 au titre de « président-directeur général d'un groupe d'équipement électroménager ».
Le 19 mai 2018, il est promu au grade de commandeur dans l'ordre national du Mérite au titre de « président-directeur général d'une société dans le domaine du petit équipement domestique ; 39 ans de services ».

### Prix
Parmi les distinctions reçues par le groupe SEB, certaines ont été accordées à son président : en 2008, le « grand prix de l’entreprise patrimoniale et familiale » décerné par le Mouvement des entreprises de taille intermédiaire et le « Lifetime Humanitarian par Housewares Charity Foundation » ; en 2010, le prix de la meilleure performance boursière de l’année (BFM) et le prix de la meilleure stratégie.

## Pour approfondir